# Luke Greenbank
Luke Greenbank (Crewe, 17 september 1997) is een Britse zwemmer.

## Carrière
Bij zijn internationale debuut, op de Europese kampioenschappen kortebaanzwemmen 2015 in Netanja, strandde Greenbank in de series van zowel de 50, 100 en 200 meter rugslag als de 100 en 200 meter wisselslag.
Op de Europese kampioenschappen zwemmen 2016 in Londen werd hij uitgeschakeld in de halve finales van de 200 meter rugslag en in de series van de 50 en de 100 meter rugslag.
In Boedapest nam de Brit deel aan de wereldkampioenschappen zwemmen 2017. Op dit toernooi strandde hij in de halve finales van de 200 meter rugslag.
Tijdens de Gemenebestspelen 2018 in Gold Coast eindigde Greenbank als vierde op zowel de 100 als de 200 meter rugslag. Op de 4×100 meter wisselslag veroverde hij samen met Adam Peaty, James Guy en Benjamin Proud de zilveren medaille. Op de Europese kampioenschappen zwemmen 2018 in Glasgow werd hij uitgeschakeld in de halve finales van zowel de 100 als de 200 meter rugslag en in de series van de 50 meter rugslag.
In Gwangju nam de Brit deel aan de wereldkampioenschappen zwemmen 2019. Op dit toernooi behaalde hij bronzen medaille op de 200 meter rugslag, op de 100 meter rugslag strandde hij in de halve finales. Samen met Adam Peaty, James Guy en Duncan Scott werd hij wereldkampioen op de 4×100 meter wisselslag.

## Internationale toernooien
| Jaar | Olympische Spelen | WK langebaan                                        | WK kortebaan  | EK langebaan                                      | EK kortebaan                                                                              | Gemenebestspelen                                      |
| ---- | ----------------- | --------------------------------------------------- | ------------- | ------------------------------------------------- | ----------------------------------------------------------------------------------------- | ----------------------------------------------------- |
| 2015 |                   | geen deelname                                       |               |                                                   | 32e 50m rugslag 23e 100m rugslag 16e 200m rugslag 44e 100m wisselslag 33e 200m wisselslag |                                                       |
| 2016 | geen deelname     |                                                     | geen deelname | 30e 50m rugslag 22e 100m rugslag 9e 200m rugslag  |                                                                                           |                                                       |
| 2017 |                   | 13e 200m rugslag                                    |               |                                                   | geen deelname                                                                             |                                                       |
| 2018 |                   |                                                     | geen deelname | 38e 50m rugslag 14e 100m rugslag 11e 200m rugslag |                                                                                           | 4e 100m rugslag · 4e 200m rugslag · 4×100m wisselslag |
| 2019 |                   | 14e 100m rugslag · 200m rugslag · 4×100m wisselslag |               |                                                   | 4-8 december                                                                              |                                                       |

## Persoonlijke records
Bijgewerkt tot en met ??
Kortebaan
| Afstand      | Tijd    | Datum            | Plaats    |
| ------------ | ------- | ---------------- | --------- |
| 100m rugslag | 50,88   | 16 december 2018 | Sheffield |
| 200m rugslag | 1.51,16 | 14 december 2018 | Sheffield |

Langebaan
| Afstand      | Tijd    | Datum        | Plaats  |
| ------------ | ------- | ------------ | ------- |
| 100m rugslag | 53,75   | 22 juli 2019 | Gwangju |
| 200m rugslag | 1.55,85 | 26 juli 2019 | Gwangju |